# Turn it down
Turn it down war eine Informationsplattform des „Antifaschistischen Pressearchivs und Informationsbildungszentrums e.V.“ (apabiz) in Berlin, die sich selbst als „Forum für Musik, Kultur, gegen Rechtsrock“ verstand. Nach der Ankündigung eines Relaunch wurde die Seite jedoch im September 2011 eingestellt. In Zusammenarbeit mit dem Internetportal ist auch eine Compilation-CD auf 13 Labels erschienen.

## Die Webseite
Wesentlicher Inhalt der Website waren Artikel über aktuelle Entwicklungen im Bereich des Rechtsrock. Dabei wurde über einzelne Bands und Labels aus der rechtsextremen Szene sowie von Rechtsextremisten verwendete Symbole wie Codes, Bekleidungsmarken und Merchandisingartikel informiert.
Die Autoren stützten sich dabei im Wesentlichen auf eigene Recherchen, zogen aber auch Veröffentlichungen aus der Tagespresse und anderen antifaschistischen Zeitschriften wie „blick nach rechts“ oder „Der rechte Rand“ heran.
Außerdem wurden verschiedene Aktivitäten gegen Rechtsrock vorgestellt und entsprechende Veranstaltungshinweise veröffentlicht. Daneben wurde versucht, den Erfolg von Initiativen, wie u. a. I Can’t Relax in Deutschland, zu analysieren. Turn it down! vernetzte solche Initiativen über die Website und war auch  Ansprechpartner für die Tagespresse, um über Aktivitäten und Geschehnisse in der rechten Subkultur und deren Bestrebungen in den Mainstream der Gesellschaft hinein zu informieren. So fanden sich Interviews oder Zitate von Turn it down u. a. in der Frankfurter Rundschau, taz oder Süddeutschen Zeitung.

## Themen und Inhalte
Turn it down! stellte unter anderem umfangreiches Material über folgende Aktionen von Rechtsextremisten und Neonazis zur Verfügung:
- Projekt Schulhof-CD der Freien Kameradschaften und der NPD
- Rechtsrock-Veranstaltungen mit überregionaler Bedeutung wie u. a. das „Fest der Völker“ in Jena oder die NPD-Open-Airs „Rock gegen Krieg/Rock für Deutschland“ in Gera
- Konzerte rechtsextremer Skinheads und Auftritte anderer verbotener Bands, insbesondere aus dem Blood-and-Honour-Spektrum
- Etablierung neuer rechtsextremer Kleidungsmarken wie Thor Steinar oder Consdaple und Codierung verbotener Symboliken
- Regelmäßig werden die von der Bundesprüfstelle für jugendgefährdende Medien (BPjM) indizierten Tonträger bekanntgegeben.

Kritisch betrachtet wurden auch aktuelle Entwicklung im Bereich der Jugendkulturen wie der Hip-Hop-Szene, der Metal-Kultur oder der Schwarzen Szene.
Besondere Beachtung erfuhren dabei Bands und Labels wie Aggro Berlin, Dissau Crime, Bushido und andere mehr.

## Die Compilation
Auf der Soli-LP „Turn It Down (Compilation against (Nazi)Subculture)“ setzten viele Bands der Musikrichtung Punk, Hardcore und Emo zusammen mit 13 verschiedenen Labels – darunter u. a. unterm durchschnitt, Alerta Antifascista, Zeitstrafe und Sabotage – ein Zeichen.
Die Vinyl-LP enthält unveröffentlichte Stücke von Bands wie Duesenjaeger, Jet Black, The Now Denial, El Mariachi oder Katzenstreik sowie ein umfangreiches Booklet mit zahlreichen Hintergrundinformationen zum Thema Oi!, rechte Tendenzen im Hardcore sowie zahlreiche persönliche Statements der Initiatoren.

## Vergleichbare Initiativen
Ein vergleichbares Projekt existiert auch in englischsprachigen Ländern. Es trägt ebenfalls den Namen "Turn It Down!" und versteht sich als "a campaign against white power music".